# Chris Richards
Christopher Jeffrey Richards (Birmingham, Alabama, 28 de marzo de 2000), conocido deportivamente como Chris Richards, es un futbolista estadounidense que juega como defensor en el Crystal Palace F. C. de la Premier League.

## Trayectoria
Nacido en Birmingham (Alabama), Richards se unió a la academia del F. C. Dallas en 2017 después de pasar por el Texans S. C. Houston. El 12 de abril de 2018 firmó un contrato con el F. C. Dallas.
En mayo de 2018, él y su compañero Thomas Roberts fueron a un campamento de 10 días con el Bayern de Múnich como parte de un acuerdo entre los dos clubes. Debido a su rendimiento, en julio le fue ofrecido un contrato de una cesión por un año con el Bayern. El 21 de julio de 2018, Richards disputaría un partido amistoso con el primer equipo del Bayern durante la International Champions Cup 2018.
Durante la temporada 2018-19, pasó tiempo con el equipo sub-19 volviéndose un fijo en el once inicial y recibiendo elogios por sus habilidades para el pase y juego aéreo. El 19 de agosto de 2019 hizo su debut profesional con el Bayern de Múnich II en un partido de la 3. Bundesliga donde el filial venció 2:1 al Hallescher FC. El 20 de junio de 2020 realizaría su debut con el primer equipo en la victoria 3:1 sobre el Friburgo en un partido de 1. Bundesliga.
El 1 de febrero de 2021 se marchó cedido al TSG 1899 Hoffenheim hasta final de temporada. Empezó la siguiente campaña en el Bayern, pero el 31 de agosto regresó al TSG 1899 Hoffenheim en una nueva cesión.
Después de estos dos préstamos abandonó definitivamente el Bayern de Múnich, ya que el 27 de julio de 2022 fue traspasado al Crystal Palace F. C.

## Selección nacional
Tras haber sido internacional en categorías inferiores, el 16 de noviembre de 2020 debutó con la selección absoluta de Estados Unidos en un amistoso ante Panamá que ganaron por 6-2.

## Palmarés

### Títulos nacionales
| Título                | Club                 | País       | Año     |
| --------------------- | -------------------- | ---------- | ------- |
| 1. Bundesliga         | Bayern de Múnich     | Alemania   | 2019-20 |
| 3. Liga               | Bayern de Múnich II  | Alemania   | 2019-20 |
| Supercopa de Alemania | Bayern de Múnich     | Alemania   | 2020    |
| Supercopa de Alemania | Bayern de Múnich     | Alemania   | 2021    |
| FA Cup                | Crystal Palace F. C. | Inglaterra | 2024-25 |
| Community Shield      | Crystal Palace F. C. | Inglaterra | 2025    |

### Títulos internacionales
| Título                          | Equipo           | Sede           | Año  |
| ------------------------------- | ---------------- | -------------- | ---- |
| Supercopa de Europa             | Bayern de Múnich | Budapest       | 2020 |
| Liga de Naciones de la Concacaf | Estados Unidos   | Estados Unidos | 2023 |
| Liga de Naciones de la Concacaf | Estados Unidos   | Estados Unidos | 2024 |